# 旧石器时代初期

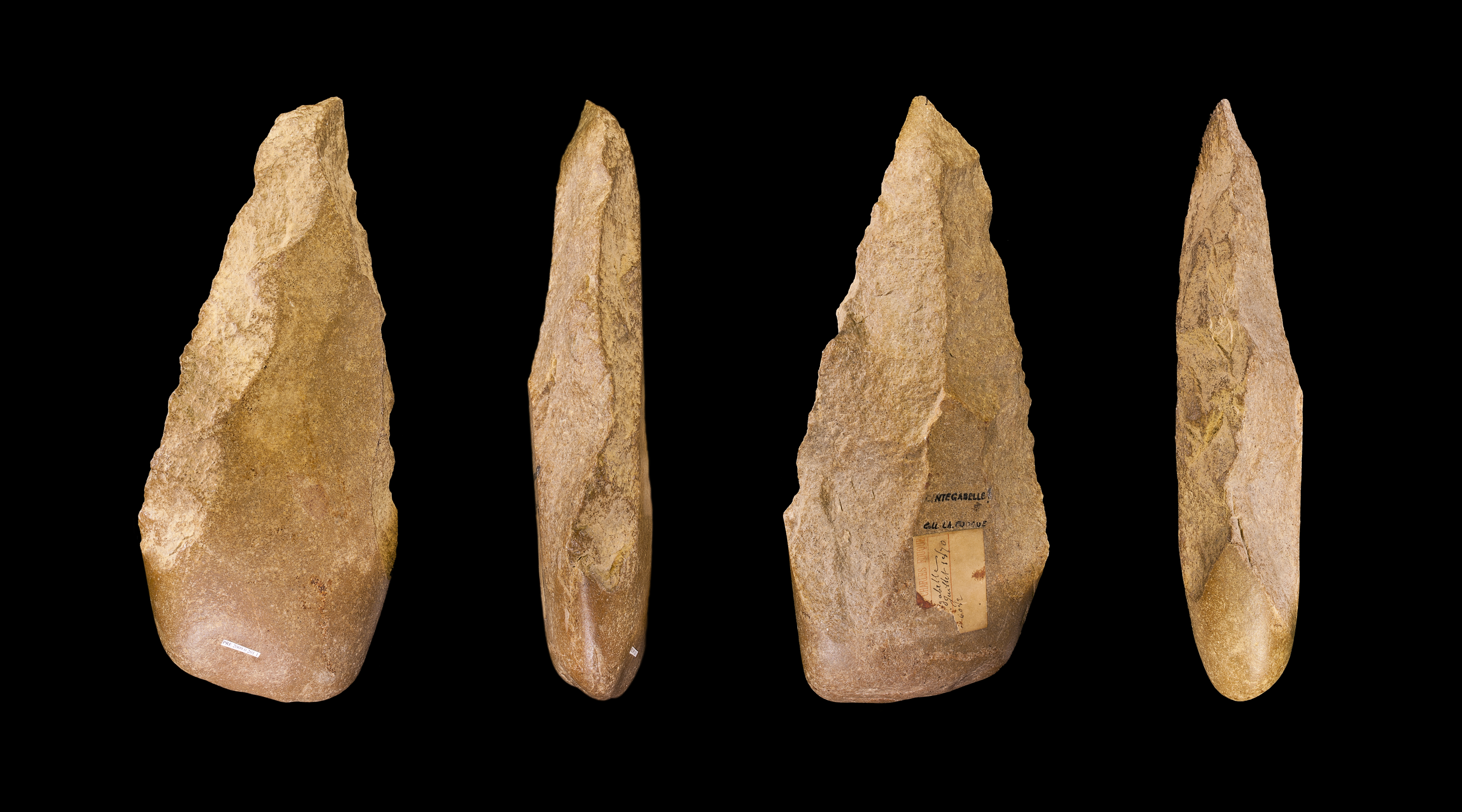
Four views of an Acheulean handaxe

旧石器时代初期是处于旧石器时代的早期阶段。它横跨自250万年以前，使用第一个石器的原始人出现在目前的考古记录，直到约30万年前，跨越奧都萬和阿舍利文化的雕刻技术。
在非洲考古学中，这个时间段大致相当于石器时代的早期，开始于约260万年前，模式1的石器技术，并结束于40万至25万年以前的模式2技术。 
旧石器时代初期之后是旧石器时代中期，外观上更为先进的核心工具制造技术，如莫斯特出现。原始人类最早的防火技术可以追溯至旧石器时代初期或旧石器时代中期仍然是一个悬而未决的问题。